# العمق (الشغادرة)

تعديل مصدري - تعديل

العمق هي إحدى قرى عزلة داهم بمديرية الشغادرة التابعة لمحافظة حجة، بلغ تعداد سكانها 344 نسمة حسب تعداد اليمن لعام 2004.